# گریولی (آرکانزاس)
گریولی (به انگلیسی: Gravelly) یک منطقهٔ مسکونی در ایالات متحده آمریکا است که در شهرستان یل، آرکانزاس واقع شده‌است. گریولی ۱۴۱٫۱۲ متر بالاتر از سطح دریا واقع شده‌است.